# Мессерер-Плисецкая, Рахиль Михайловна
Рахи́ль Миха́йловна Мессере́р-Плисе́цкая (творческий псевдоним — Ра Мессерер; 19 февраля [4 марта] 1902, Вильна, Российская империя — 20 марта 1993, Москва, Россия) — советская актриса немого кино, супруга Михаила Плисецкого, мать балерины Майи Плисецкой и балетмейстеров Александра и Азария Плисецких.

## Биография
Родилась 4 марта (19 февраля по старому стилю) 1902 года в Вильне, в еврейской семье зубного врача Менделя Берковича (Михаила Борисовича) Мессерера (1866—1942) и Симы Моисеевны (урождённой Шабад, 1870—1929), в которой помимо неё было ещё 9 детей. Отец происходил из Долгиново, мать — из Антоколя. Все дети М. Б. Мессерера получили библейские имена (Пнина, Азарий, Маттаний, Моисей, Рахиль, Асаф, Элишева, Суламифь, Эмануил, Аминадав). В 1940 году от второго брака Михаила Мессерера родилась ещё одна сестра Рахили — Эрелла. Среди братьев и сестёр Рахили в дальнейшем также прославились Азарий, Суламифь и Асаф.
Рахиль Мессерер окончила в 1925 году ВГИК (класс Льва Кулешова). Ещё в годы обучения вышла замуж за Михаила Эммануиловича Плисецкого, положив начало театральной династии Плисецких — Мессерер. В браке родилось трое детей: Майя (1925—2015), Александр (1931—1985) и Азарий (род. 1937).
В первые годы Советской власти снималась на киностудиях «Бухкино» и «Звезда Востока». Помимо самого Узбекистана, снималась в Алтайских горах, Калмыкии и Украине, где играла в фильме «Земля зовёт» («Дочь раввина»). Карьера киноактрисы Ра Мессерер была быстротечной, так как она посвятила себя семье и мужу, которого сопровождала в командировках на Шпицберген, где он был генеральным консулом в Баренцбурге и начальником угольных рудников. 30 апреля 1937 года Михаил Плисецкий был арестован, а в начале марта 1938 года была арестована Рахиль. Дочь Рахили, Майю Плисецкую, над которой нависла угроза детского дома, удочерила сестра Суламифь, сын Александр поселился в семье Асафа Мессерера.
Из воспоминаний Майи Плисецкой:

«Характер у мамы был мягкий и твёрдый, добрый и упрямый. Когда в тридцать восьмом году её арестовали и требовали подписать, что муж шпион, изменник, диверсант, преступник, участник заговора против Сталина и пр., и пр., — она наотрез отказалась. Случай по тем временам героический. Ей дали 8 лет тюрьмы».

Рахиль Мессерер первоначально была заключена в Бутырскую тюрьму вместе с родившимся третьим ребёнком, а после приговора как жена врага народа этапирована в Акмолинский лагерь жён изменников Родины. В результате многочисленных хлопот и прошений прославленных брата и сестры — Асафа и Суламифи Мессерер, в конце лета 1939 года Рахиль была переведена на вольное поселение в Чимкент. В Чимкенте Мессерер работала учителем танцев в одном из клубов.
Вернуться в Москву Рахиль Мессерер-Плисецкой удалось за два месяца до начала Великой Отечественной войны в 1941 году. После освобождения её актёрская карьера была навсегда прекращена.
Скончалась в Москве в 1993 году.

## Фильмография[5]

В фильме «Вторая жена», 1927

- 1927 — «Вторая жена» (Узбекгоскино, режиссёр — М. И. Доронин)[6]
- 1928 — «Прокажённая» (Узбекгоскино, режиссёр — О. Н. Фрелих)[7]
- 1928 — «Долина слёз»[8] (1-я фабрика Госкино, режиссёр — А. Е. Разумный)[9]
- 1928 — «Земля зовёт» («Дочь раввина», «Крик в степи», режиссёр — В. В. Баллюзек)[10]
- 1929 — «Сто двадцать тысяч в год» (Межрабпомфильм)[11]
- Фильм (название не известно) на тему французской революции. В этой картине Рахиль Мессерер играла французскую цветочницу.

## Документальный фильм
В 2007 году был снят документальный фильм о Рахили Мессерер «Звезда со стороны», в котором использованы ленты, сохранившиеся в Госфильмофонде. Производство: ТК «Гамаюн» по заказу телеканала «РЕН ТВ»; режиссёр и автор сценария Фирдавс Зайнутдинов, оператор Евгений Кутузкин, текст читает Ирина Апексимова. Вышел в эфир 12 сентября 2007 года на телеканале «Культура».